# 民俗學者八雲樹
《民俗学者八雲樹》是一部推理漫畫作品。原作為金成陽三郎，由漫畫家山口讓司作畫。于2002年至2004年期間，先後連載於集英社旗下的《週刊Young Jump》→《Business Jump》雜誌上連載，是金成陽三郎續《金田一少年事件簿》之后的一部本格推理漫畫，目前休刊中。本作品曾在2004年改編成電視劇。

## 概要
本作描述一名擁有敏捷的頭腦及細密的推理能力，平日埋頭研究工作的大學民俗學助教八云樹，與同屬于研究室的大學女生富良野兩人，為了對各種日本的神話傳說作實地考察，而前往各個傳說發源之地。
雖說如此，不管去哪考察他們都會碰上跟日本民間俗禮有關的殺人事件…，因此主角八云樹總能運用自己的專業知識及完美的推理分析出案件的真兇并掀開其“古老傳說”的外衣。

## 登場人物
八云樹
“榊大學”民俗研究部助手，需要到各地去實地觀察當地的民俗活動。擁有著不為人知的敏捷頭腦及非凡推理能力，精研學科。雖然生活亂糟糟的，一個個書呆子樣，卻很斯文，而且還是個武術高手。大多數認識他的人都把他視為怪人，知心的朋友並不多。
富良野
“榊大學”文學部二年級學生。生活性格和八云樹完全不同，常跟著八云助教到各地觀察。高中時代是標槍選手。雖然對八雲樹有份特殊的好感，但兩人若被指為男女朋友時一定會發怒。
羽根井豐
警視廳搜查一課刑警。對事件調查熱心因是精英而特別自大，對民間傳說等一概不相信。但也常借助八云樹的能力解決跟日本民俗有關的殺人事件。

## 出版書籍
| 卷數 | 集英社         | 集英社             | 東立出版社     | 東立出版社         |
| 卷數 | 發售日期       | ISBN               | 發售日期       | ISBN               |
| ---- | -------------- | ------------------ | -------------- | ------------------ |
| 1    | 2002年5月17日  | ISBN 4-08-876297-5 | 2004年7月30日  | ISBN 986-11-4105-7 |
| 2    | 2002年6月19日  | ISBN 4-08-876311-4 | 2004年8月16日  | ISBN 986-11-4106-5 |
| 3    | 2002年11月19日 | ISBN 4-08-876367-X | 2004年10月8日  | ISBN 986-11-4107-3 |
| 4    | 2003年3月19日  | ISBN 4-08-876413-7 | 2004年10月18日 | ISBN 986-11-4395-5 |
| 5    | 2003年7月18日  | ISBN 4-08-876476-5 | 2004年11月4日  | ISBN 986-11-4396-3 |
| 6    | 2003年10月17日 | ISBN 4-08-876509-5 | 2004年11月26日 | ISBN 986-11-4397-1 |
| 7    | 2004年1月19日  | ISBN 4-08-876553-2 | 2004年12月9日  | ISBN 986-11-4786-1 |
| 8    | 2004年7月16日  | ISBN 4-08-876618-0 | 2004年12月24日 | ISBN 986-11-5515-5 |
| 9    | 2004年12月17日 | ISBN 4-08-876728-4 | 2005年5月21日  | ISBN 986-11-6181-3 |

## 電視劇
由本作改編成的電視劇，从2004年10月15日至12月17日期间，逢每周五晚深夜时段在朝日电视台中播出。由及川光博和平山绫主演。平均收视率9.6%、最高收视率11.1%、共10集。

### 工作人員
- 原　作 - 金成陽三郎
- 漫　画 - 山口讓司
- 脚　本 - 戸田山雅司、大石哲也
- 配　乐 - 窪田ミナ
- 总监制 - 桑田潔
- 监　制 - 江野夏平、槇哲也
- 导　演 - 麻生学、唐木希浩、木村ひさし、常廣丈太
- 主题曲 - 「君でなければ」，歌 - RAG FAIR （TOY`S FACTORY）
- 主　演：

八雲樹(31)╱及川光博　富良野(20)╱平山綾　羽根井豐(47)╱益岡徹　瀧村萬智子(24)╱滝沢沙織 五十嵐里沙(20)╱北川弘美　川瀨美奈子(19)╱山口日記　鳥越教授(58)╱鳥越俊太郎

### 角色的改動
以下列出與原作中的差異。 
八雲樹
及川光博
“慈英女子大學”民俗學研究室助手，不會武術。 31歲。
富良野
平山綾（平山あや）
“慈英女子大學”民俗學研究室學生，運動神經極佳，體力超群。20歲。

### 客串演出
「天狗傳説殺人事件」（第1、2話）
- 富苗源次（石立鐵男） -  苦地果神社的老宮司。
- 田久保善三（西岡徳馬） -  苦地果村的村長。
- 田久保美 （伊藤裕子） -  田久保善三的養女。
- 長內悦史 （東根作壽英） -  苦地果村的助理。
- 花菱明（田中要次） -  田久保家的廚師。
- 相馬藤太（長江英和） -  田久保家的保鑣。
- 椎名龍彦（大柴邦彥） -  週刊誌的記者。
- 田久保勝太郎（虎牙光揮） -  田久保善三的長男。
- 紅鼻子婆婆（三城晃子） -  苦地果村的老婆婆。

「喪失記憶的輝夜姬」（第3、4話）
- 衣川葉月（中越典子）
- 布部孝史（石井正則）（アリtoキリギリス））
- 宗像巧（弓削智久）
- 宗像孝知（電電）
- 小磯重昭（河原三）
- 沼田澄夫（石塚義之）（アリtoキリギリス）
- 二階堂杏菜（蒼井空）

「生命之島的少女」（第5、6話）
- 篠原千鶴（岡本綾）
- 篠原佐用子（杏小百合）
- 築島耕太（高知東生）
- 松良加代（相澤真紀）
- 長柄龍彥（大衛伊東）
- 工會長（船越英一郎）
- 唐津彥右衛門（三谷昇）

「紅鞋的秘密」（第7話）
- 島崎薰（淺見麗奈）
- 東山昭子（能世安奈）
- 薄井武（松尾政壽）
- 小池玲子（川俣忍）
- 有田修三（峰岸徹）

「山姥姥詛咒的村子」（第8、9話）
- 近衛知夏（大塚寧寧）
- 倉持紫乃（朝加真由美）
- 後藤田公三（森次晃嗣）
- 後藤田和麿（鳥羽潤）
- 後藤田惠（高樹瑪莉亞）
- 生田目重則（沼田爆）
- 前中忠男（深水三章）

「冬天綻開的櫻花」（第10話）
- 設樂流美（真行寺君枝）
- 藤吉章吾（石橋蓮司）
- 千倉流美（安藤希）
- 千倉森彥（谷津勳）
- 八雲由彥（坂上忍）

| 朝日電視台系列電視台 週五晚電視劇 | 朝日電視台系列電視台 週五晚電視劇 | 朝日電視台系列電視台 週五晚電視劇 |
| --------------------------------- | --------------------------------- | --------------------------------- |
|                                   | 民俗学者八雲樹                    |                                   |
| 王牌大偵探                        | 變身特派員2                       |                                   |